# 德米特里耶夫卡农村居民点 (雅科夫列沃区)
德米特里耶夫卡农村居民点（俄语：Дмитриевское сельское поселение）是俄罗斯联邦别尔哥罗德州雅科夫列沃区所属的一个农村居民点。其下辖有4个居民点，行政中心为德米特里耶夫卡。据2016年统计，该农村居民点的人口为1079人。